# Luís Mota
Luís Fellipe Rodrigues Mota, noto semplicemente come Luís Mota (25 settembre 2003), è un calciatore portoghese, attaccante del Prishtina.

## Carriera
Cresciuto nel settore giovanile del Belenenses SAD, debutta in prima squadra il 24 luglio 2021 in occasione dell'incontro di Taça da Liga perso 1-0 contro il Mafra. L'8 agosto seguente esordisce anche in Primeira Liga nella trasferta persa 2-0 contro il Porto.

## Statistiche

### Presenze e reti nei club
Statistiche aggiornate al 3 ottobre 2021.
| Stagione        | Squadra          | Campionato      | Campionato | Campionato | Coppe nazionali | Coppe nazionali | Coppe nazionali | Coppe continentali | Coppe continentali | Coppe continentali | Altre coppe | Altre coppe | Altre coppe | Totale | Totale |
| Stagione        | Squadra          | Comp            | Pres       | Reti       | Comp            | Pres            | Reti            | Comp               | Pres               | Reti               | Comp        | Pres        | Reti        | Pres   | Reti   |
| --------------- | ---------------- | --------------- | ---------- | ---------- | --------------- | --------------- | --------------- | ------------------ | ------------------ | ------------------ | ----------- | ----------- | ----------- | ------ | ------ |
| 2020-2021       | Belenenses SAD B | CdP             | 11         | 3          |                 | -               | -               |                    | -                  | -                  |             | -           | -           | 11     | 3      |
| 2021-2022       | Belenenses SAD   | PL              | 4          | 0          | CP+CdL          | 0+1             | 0               |                    | -                  | -                  |             | -           | -           | 5      | 0      |
| Totale carriera | Totale carriera  | Totale carriera | 15         | 3          |                 | 1               | 0               |                    | -                  | -                  |             | -           | -           | 16     | 3      |